# Filmåret 1933

## Årets filmer

### A - G
- Augustas lilla felsteg
- Bomans pojke
- Cavalcade
- Den farliga leken
- Djurgårdsnätter
- Dr. Mabuses testamente
- Drottning Christina
- En melodi om våren
- En natt på Smygeholm
- Farmors revolution
- Flickan från varuhuset
- Fridolf i lejonkulan
- Fyra fula fiskar, Bröderna Marx
- Giftasvuxna döttrar

### H - N
- Halta Lena och vindögde Per
- Helan och Halvan som svågrar
- Hemliga Svensson
- Hemslavinnor
- Hustru för en dag
- Hälsingar
- Inled mig i frestelse
- Kanske en diktare
- Kinesflickans hämnd
- King Kong
- Kongs son'
- Kvinnorna kring kungen
- Kära släkten
- Lady för en dag
- Luftens Vagabond
- Lördagskvällar
- Merrily Yours
- Morning Glory

### O - U
- Oss gentlemän emellan
- Petterson & Bendel
- Putte hos John Blund
- Sieg des Glaubens
- Sista natten
- Två man om en änka
- Tystnadens hus

### V - Ö
- Vad veta väl männen
- Vi som går kjøkkenveien[1]
- Vårens silkesmaskar

## Födda
- 18 januari – Mats Dahlbäck, svensk skådespelare.
- 25 januari – Olof Frenzel, svensk skådespelare och perukmakare.
- 5 februari – Jörn Donner, finlandssvensk författare, filmproducent, journalist, kritiker, politiker, filosofie magister och professor.
- 13 februari – Kim Novak, amerikansk skådespelare.
- 19 februari – Gunnel Sporr, svensk skådespelare.
- 25 februari – Jan Bjelkelöv, svensk skådespelare.
- 14 mars
  - Michael Caine, brittisk skådespelare.
  - Quincy Jones, amerikansk skivproducent, TV- och filmproducent, jazzmusiker och låtskrivare.
- 15 mars – Philippe de Broca, fransk regissör och manusförfattare.
- 30 mars – Braulio Castillo, puertoricansk-mexikansk skådespelare och producent.
- 18 april – Waldemar Bergendahl, svensk filmproducent och manusförfattare.
- 19 april – Jayne Mansfield, amerikansk skådespelare.
- 20 april – Birgitta Andersson, svensk skådespelare.
- 25 april – Per Gunnar Evander, svensk författare manusförfattare och regissör.
- 2 maj – Lennart Kollberg, svensk skådespelare och TV-regissör.
- 11 maj – Ramon Sylvan, svensk tv-inspicient och skådespelare.
- 14 maj – Siân Phillips, brittisk skådespelare.
- 19 maj – Carl Billquist, svensk skådespelare.
- 21 maj – Ulf Björlin, svensk dirigent och tonsättare, arrangör av filmmusik.
- 24 maj – Maj-Britt Lindholm, svensk skådespelare.
- 3 juni – Ernst Günther, svensk skådespelare.
- 11 juni – Gene Wilder, amerikansk skådespelare, filmregissör och filmproducent.
- 30 juni – Lea Massari, italiensk skådespelerska.
- 3 juli – Kjell Jansson, svensk skådespelare.
- 11 juli – Per Myrberg, svensk skådespelare och sångare.
- 31 juli – Lars Lennart Forsberg, svensk regissör.
- 18 juli – Jean Yanne, fransk skådespelare och regissör
- 1 augusti – Dom DeLuise, amerikansk skådespelare.
- 8 augusti – Anders Nyström, svensk skådespelare.
- 18 augusti – Roman Polanski, polsk-amerikansk filmregissör.
- 21 augusti – Gurie Nordwall, svensk skådespelare.
- 25 augusti – Tom Skerritt, amerikansk skådespelare.
- 26 augusti – Catherine Berg, svensk skådespelare.
- 1 september – Håkan Serner, svensk skådespelare.
- 19 september – David McCallum, skotskfödd amerikansk skådespelare.
- 9 oktober – Lill Larsson, svensk skådespelare.
- 14 oktober – Gunnel Nilsson, svensk sångerska och skådespelare.
- 3 november – John Barry, brittisk filmmusikkompositör.
- 17 november – Roland Hedlund, svensk skådespelare.
- 2 december – Kent Andersson, svensk skådespelare och revyförfattare.
- 24 december – Eva Engström, svensk skådespelare, regissör, manusförfattare och författare.

## Avlidna
- 21 mars – Paulette Duvernet, 23, fransk skådespelare.
- 29 juni – Roscoe "Fatty" Arbuckle, 46, amerikansk komiker, stumfilmsskådespelare, regissör och manusförfattare.
- 16 februari – Spottiswoode Aitken, 64, amerikansk skådespelare.

### Fotnoter
1. ↑  IMDB, läst 29 februari 2012